# NGC 7211
NGC 7211 este o galaxie situată în constelația Vărsătorul. A fost descoperită în 3 august 1864 de către Albert Marth. Se află la o distanță de 94,19 de megaparseci de Pământ.